# Estación de Herlev
La estación de Herlev es una estación de la línea Frederikssund y forma parte de la red de trenes S de Copenhague. La estación consta de dos vías con un andén en isla parcialmente cubierto en medio. Un túnel peatonal conecta con una terminal de autobuses ubicada en el lado norte de la estación y con una zona residencial situada al sur de esta. Justo al oeste de la estación, el ferrocarril cruza Herlev Ringvej por un puente, donde hay paradas de autobús a las que se accede por unas escaleras. La estación también cuenta con un carril de giro, que no se utiliza en operaciones normales, así como con algunas vías de apartado para vehículos de trabajo.
En relación con la construcción del Metro Ligero del Gran Copenhague, se construirá una estación de metro ligero en el puente sobre Herlev Ringvej. La estación de metro ligero estará situada en el centro del puente y constará de dos vías con un andén en isla entre ellas. Se espera que la estación de metro ligero abra sus puertas en el verano de 2026.
Está previsto que el andén del tren S de la estación de Herlev se desplace unos 200 metros hacia el oeste, lo que permitirá contar con un nuevo acceso directo desde y hacia el metro ligero. La compañía Banedanmark espera que el nuevo andén esté terminado y listo para funcionar en otoño de 2026.  

## Terminal de autobuses
La terminal de autobuses de la propia estación consta de cinco paradas:
- 155 hacia Herlev (línea de circunvalación)
- 165 hacia Gladsaxe Trafikplads
- 167 hacia Herlev (línea de circunvalación)
- 168 hacia Herlev (línea de circunvalación)
- 161 hacia la estación de Rødovre

En Herlev Ringvej, a la salida de la estación, se encuentran las dos paradas siguientes:
- 300 S  hacia Ishøj / Glostrup
- 300 S  hacia Gl. Holte, Øverødvej/estación de Lyngby

En Herlev Hovedgade, a 400 m de la estación, se encuentran las dos paradas siguientes:
- 5C hacia el aeropuerto de Copenhague / Sundbyvester Plads;350 S  hacia la calle Nørreport.
- 5C hacia el Hospital de Herlev; 350 S hacia la estación de Ballerup.

## Número de viajeros
Según el Østtællingen, la evolución del número de salidas diarias del tren S ha sido:
| Año  | Número | Año  | Número | Año  | Número | Año  | Número |
| ---- | ------ | ---- | ------ | ---- | ------ | ---- | ------ |
| 1957 | -      | 1974 | 4.239  | 1991 | 6.180  | 2001 | 4.667  |
| 1960 | -      | 1975 | 3.875  | 1992 | 5.996  | 2002 | 4.507  |
| 1962 | -      | 1977 | 3.630  | 1993 | 5.946  | 2003 | 4.565  |
| 1964 | -      | 1979 | 4.744  | 1995 | 5.259  | 2004 | 4.606  |
| 1966 | -      | 1981 | 5.142  | 1996 | 5.225  | 2005 | 4.813  |
| 1968 | 4.090  | 1984 | 5.447  | 1997 | 5.262  | 2006 | 4.794  |
| 1970 | 4.494  | 1987 | 5.212  | 1998 | 5.362  | 2007 | 4.853  |
| 1972 | 4.688  | 1990 | 6.381  | 2000 | 5.060  | 2008 | 5.058  |